# Refuge Sogno de Berdzé au Péradza
Le refuge Sogno de Berdzé au Péradza se trouve dans le haut vallon de l'Urtier, dans le val de Cogne, dans le massif du Grand-Paradis, en Italie, à 2 526 mètres d'altitude.

## Histoire
La construction de ce refuge a été voulue par la famille biellaise de l'entrepreneur Sogno, qui possédait déjà un alpage au lieu-dit Alpe de Péradza (ce toponyme indique une pierraille, un clapier, en valdôtain). Il a été réalisé ensuite par M. Berger (Berdzé, en valdôtain), ce qui lui donna son nom.
Il a été inauguré en 2003.

## Caractéristiques et informations
Le refuge se trouve dans le haut vallon de l'Urtier, l'un des vallons latéraux du val de Cogne, le long du parcours de la Haute Route n°2.

## Accès
Du hameau Lillaz (de Cogne), on rejoint facilement le refuge en 3 heures.

## Ascensions
- Pointe Tersive - 3 513 mètres
- Pointe Garin - 3 448 mètres

## Traversées
- Refuge Dondénaz - 2 186 mètres